# 사랑은 늘 도망가
사랑은 늘 도망가는 2010년 드라마 욕망의 불꽃에 삽입된 OST이자 이문세의 노래이다. 2020년 김양이 <사랑은 뷰티풀 인생은 원더풀> OST로 리메이크했다. 2021년 임영웅이 <신사와 아가씨> OST로 리메이크했다.